# Castéra-Vignoles
Castéra-Vignoles ist eine französische Gemeinde mit 59 Einwohnern (Stand 1. Januar 2022) im Département Haute-Garonne in der Region Okzitanien (zuvor Midi-Pyrénées). Die Einwohner werden als Castolois bezeichnet.

## Geschichte
Im Jahr 1839 fusionierten die Gemeinden Castéra und Vignoles zur neuen Gemeinde Castéra-Vignoles.  

## Geographie
Umgeben wird Castéra-Vignoles von den vier Nachbargemeinden: 
|             | Montbernard                                 |          |
|             | Kompassrose, die auf Nachbargemeinden zeigt | Lilhac   |
| Escanecrabe |                                             | Esparron |

## Bevölkerungsentwicklung
| Jahr                      | 1962 | 1968 | 1975 | 1982 | 1990 | 1999 | 2009 | 2016 | 2019 |
| ------------------------- | ---- | ---- | ---- | ---- | ---- | ---- | ---- | ---- | ---- |
| Einwohner                 | 89   | 65   | 65   | 69   | 67   | 54   | 66   | 64   | 63   |
| Quelle: Cassini und INSEE |      |      |      |      |      |      |      |      |      |

## Sehenswürdigkeiten
- Kirche Saint-Germier